# Sidney van den Bergh
Sidney van den Bergh, FRS, kanadski astronom, * 20. maj 1929, Wassenaar, Nizozemska.

## Življenje in delo
Van den Bergh je eno leto študiral na Univerzi na Leidnu, diplomiral pa je leta 1950 na Univerzi Princeton. Leta 1956 je doktoriral na Univerzi v Göttingenu.
Raziskoval je meteorje, komete, zvezde, zvezdne kopice, najbolj znan pa je po razvrstitvi galaksij (razvrstitev DDO), raziskovanju supernov, meglic, spremenljivk in teles v zunajgalaktičnem prostoru. Leta 1971 je odkril pritlikavo sferoidno galaksijo Andromeda II.

## Priznanja

### Poimenovanja
Po njem se imenuje asteroid zunanjega glavnega pasu 4230 van den Bergh.